# شهر نخجوان

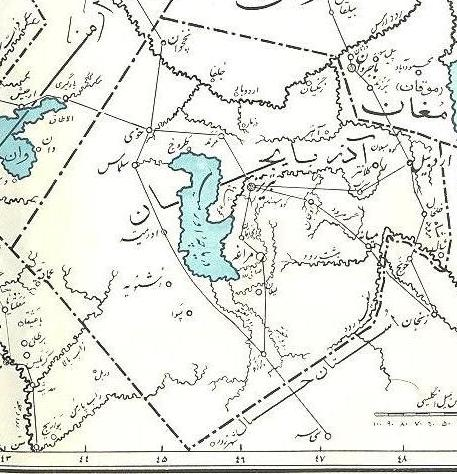
نخچوان (تلفظ با حرف «چ»، نخجوان کنونی) در استان آذربایجان در دوره خلفای عباسی

نخجوان (ترکی آذربایجانی: Naxçıvan)؛ ناخیجوان یکی از برون‌بوم‌های جمهوری آذربایجان است که از توابع جمهوری خودمختار نخجوان است. جمعیت این شهر در سرشماری سال ۲۰۱۷ میلادی، ۹۲۱۰۷ نفر بود. نخجوان تا پیش از پیمان ترکمنچای در سال ۱۸۲۸ میلادی بخشی از خاک ایران بود.

## تاریخچه
این کشور در سده‌های ۹ و ۸ پیش از میلاد زیر سلطه دولت «اورارتو» قرارگرفت. در زمان پادشاهی «منوئه» (۸۱۰–۷۷۸ پیش از میلاد مسیح) لشکریان «اورارتو» با گذشتن از رود ارس به سوی شمال و جلگه ایروان تاختند؛ و قسمت‌هایی از این سرزمین را به تصرف خود درآوردند. «منوئه» برای حفظ نواحی تسخیر شده، در ساحل راست شمالی رود ارس نزدیک روستایی که اکنون به نام ترکی «داش‌بورون» معروف است مرکز اداری تأسیس کرد و آن را «منوآهینیلی» نامید.
در سده هفتم پیش از میلاد، بخشی از اراضی تابع دولتهای «ماننا» و ماد بود؛ ولی در سده هشتم پیش از میلاد بخشی از شاهنشاهی (امپراتوری) هخامنشیان شد. از آن پس فرمانروایان ارمنی از دودمان اَروَندی بر نخجوان حکم راندند.
اولیاء چلبی دربارهٔ نخجوان می‌گوید: «رعایا و مردم آن به زبان دهقانی گفتگو می‌کنند، اما عارفان و شاعران و ندیمان ظریفشان با ظرافت و نزاکت به زبان پهلوی و مغولی که زبانهای قدیمی است سخن می‌گویند. شهرنشینان‌شان نیز به زبان‌های دهقانی، دری، فارسی، غازی (تازی ؟) و پهلوی گفتگو می‌کنند… ترکمانانی که در نواحی مختلف آن ساکنند، لهجه‌های مختلف مغولی دارند».

## ترابری

### ترابری عمومی
نخجوان دارای ۳ خط اتوبوس ترولی بود که از سال ۱۹۸۶ تا ۲۰۰۴ فعالیت می‌کرد.

### هوایی

فرودگاه نخجوان

فرودگاه نخجوان تنها فرودگاه تجاری است که به نخجوان خدمات رسانی می‌کند. فرودگاه با اتوبوس به مرکز شهر متصل است. پروازهای داخلی به باکو و پروازهای بین‌المللی به روسیه و ترکیه در جریان است.

### ریلی
هم‌اکنون خط ریلی سبک از جنوب شرقی نخجوان تا اردوباد و از شمال غربی به شرور متصل است

## ورزش
یک مدرسه شطرنج، یک مجموعه ورزشی و استادیوم کمیته «دینامو» و یک مجموعه ورزشی المپیک در این شهر مشغول فعالیت می باشند. فوتبال، فوتسال، کشتی، شطرنج ورزش های دلنواز و گسترش پیدا کرده نخجوان می باشند. باشگاه فوتسال آراز نخجوان این شهر، که یکی از قدرتمند ترین باشگاه های فوتسال اروپا می باشد، بارها و بارها با پیروزی برای جام فوتسال یوفا مبارزه نموده است.<ref>795109.html "باشگاه فوتبال "آراز" حریفان خود را برای حضور در دور الیت جام قهرمانان مشخص کرد" (به روسی). capital.trendaz.com. 12 آبان 1385. Archived from [http:/ /capital.trendaz.com/news/sports/795109.html the original] on 2012-07-07. Retrieved خرداد 12, 2018. {{cite web}}: Check |archive-url= value (help); Check |url= value (help); Check date values in: |accessdate= و |date= (help)< /ref> 

## نگارخانه

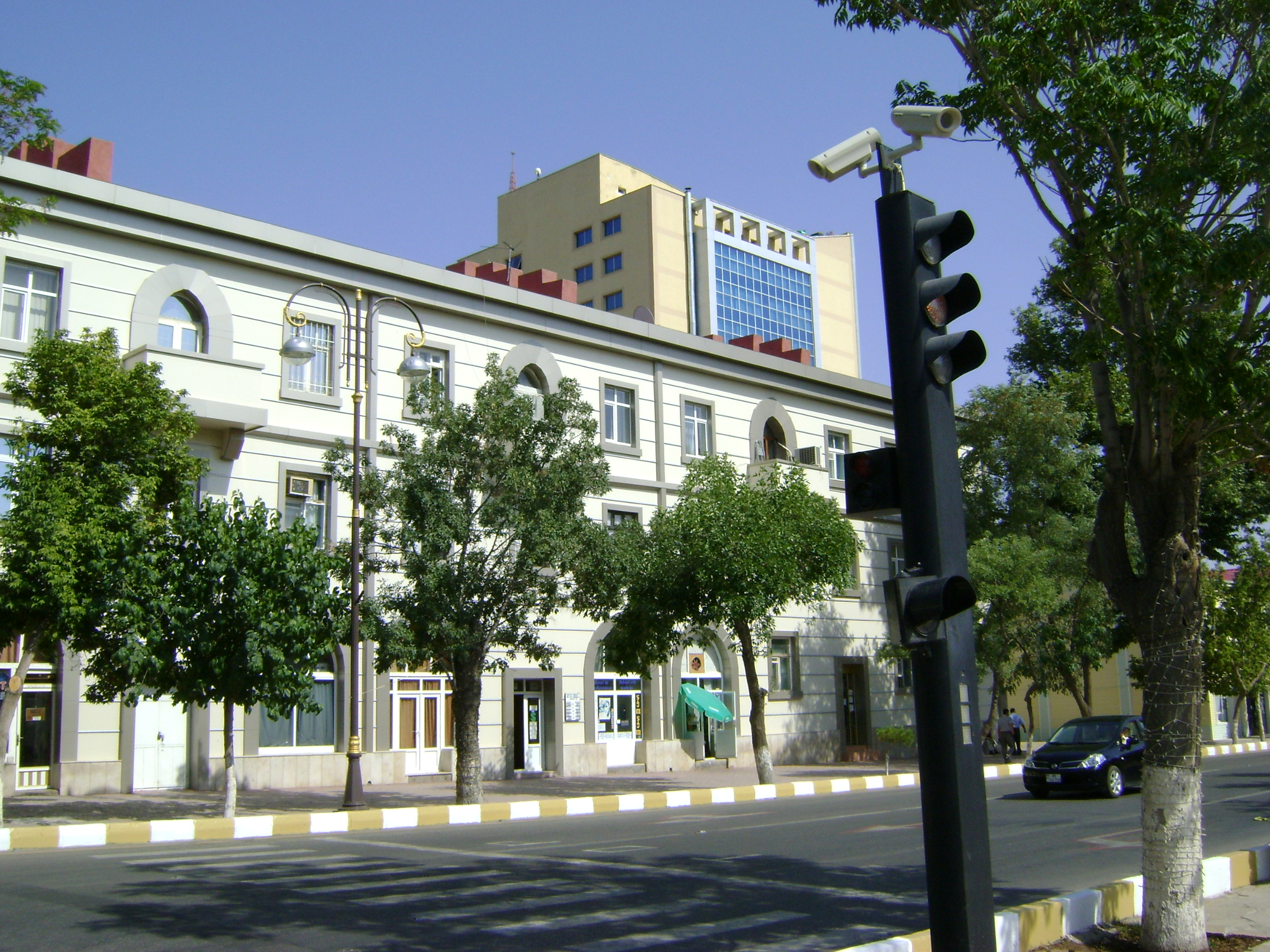
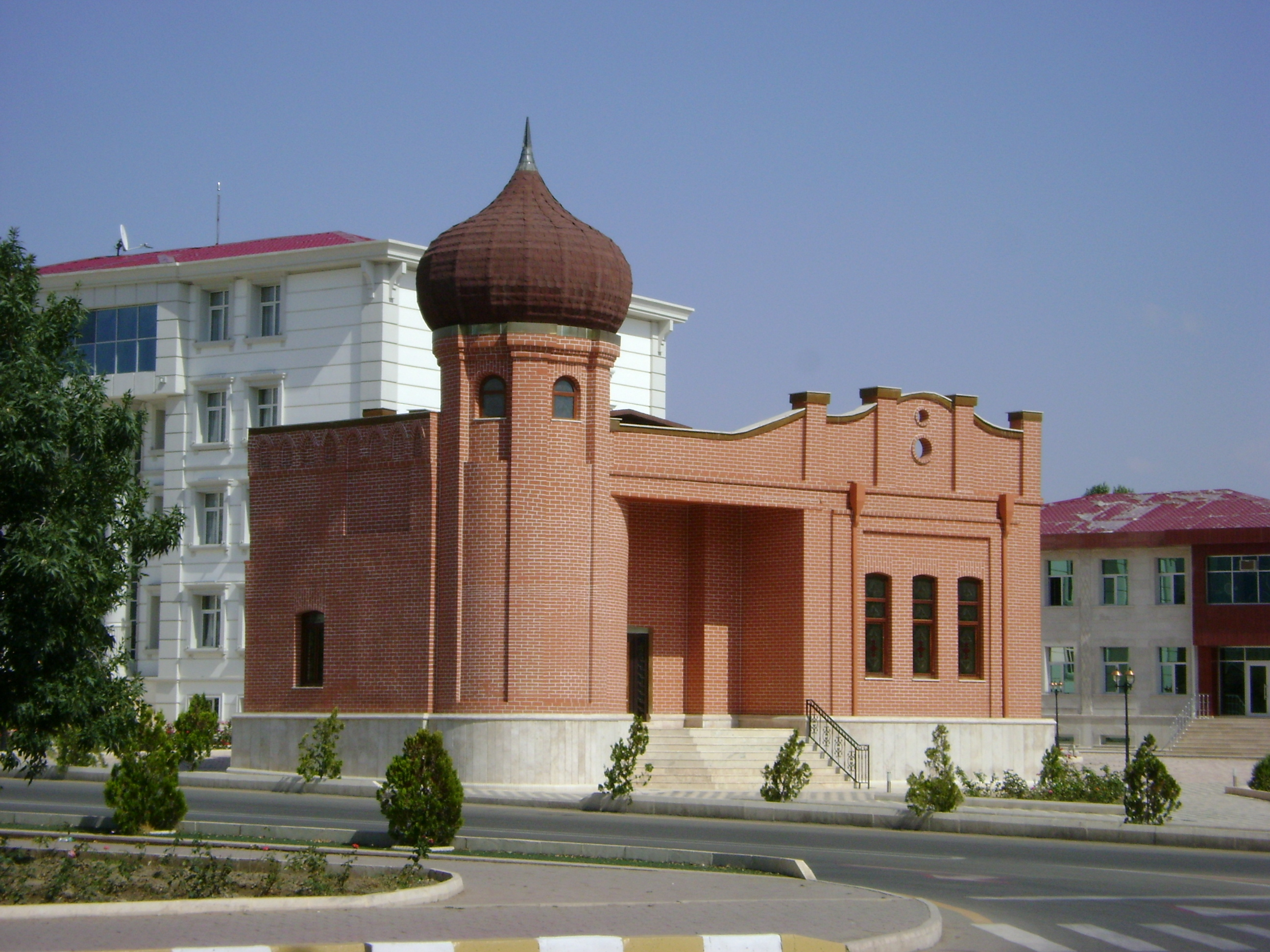
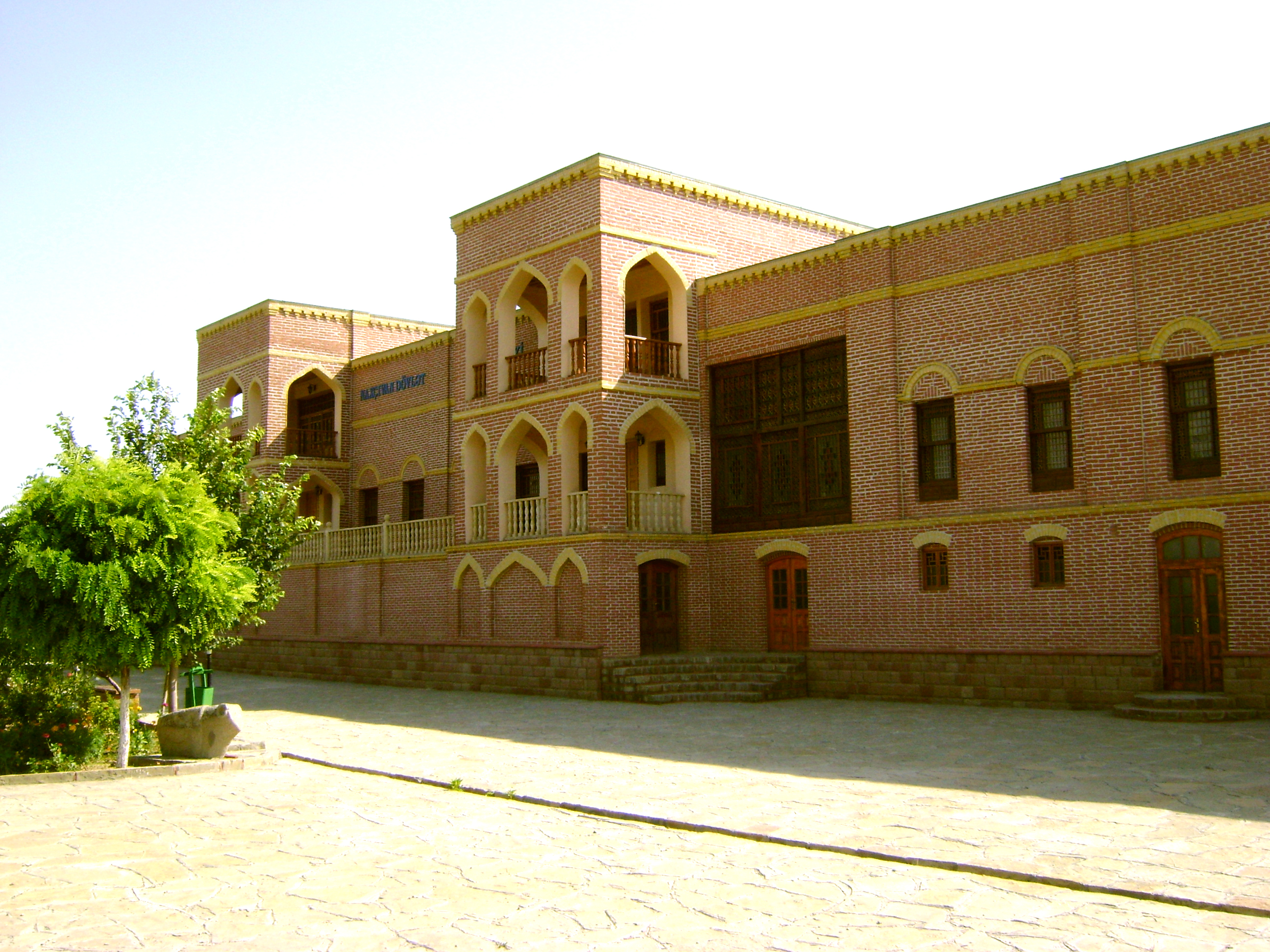
Khan Palace of Nakhchivan
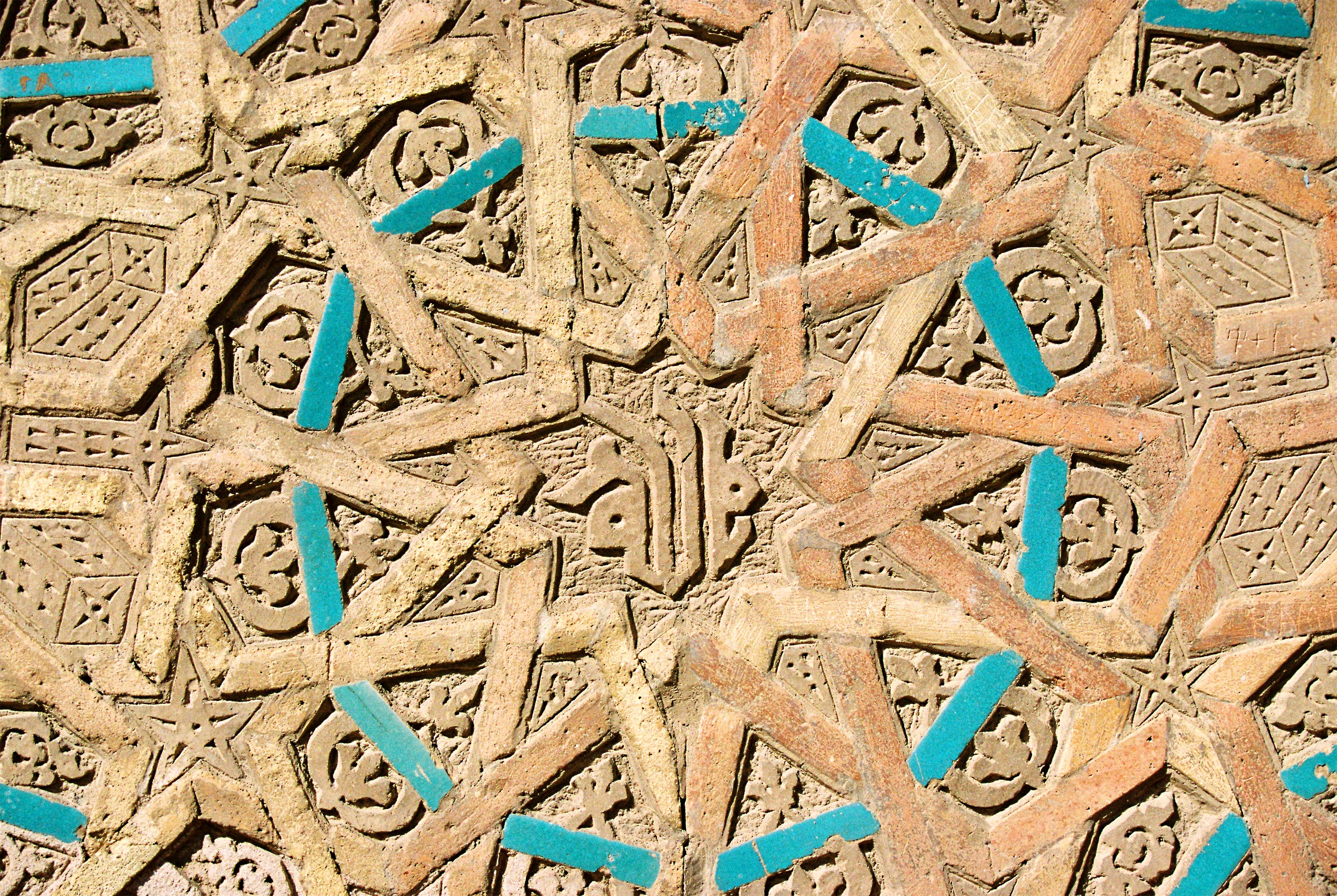
Face Pattern of the مقبره مؤمنه خاتون
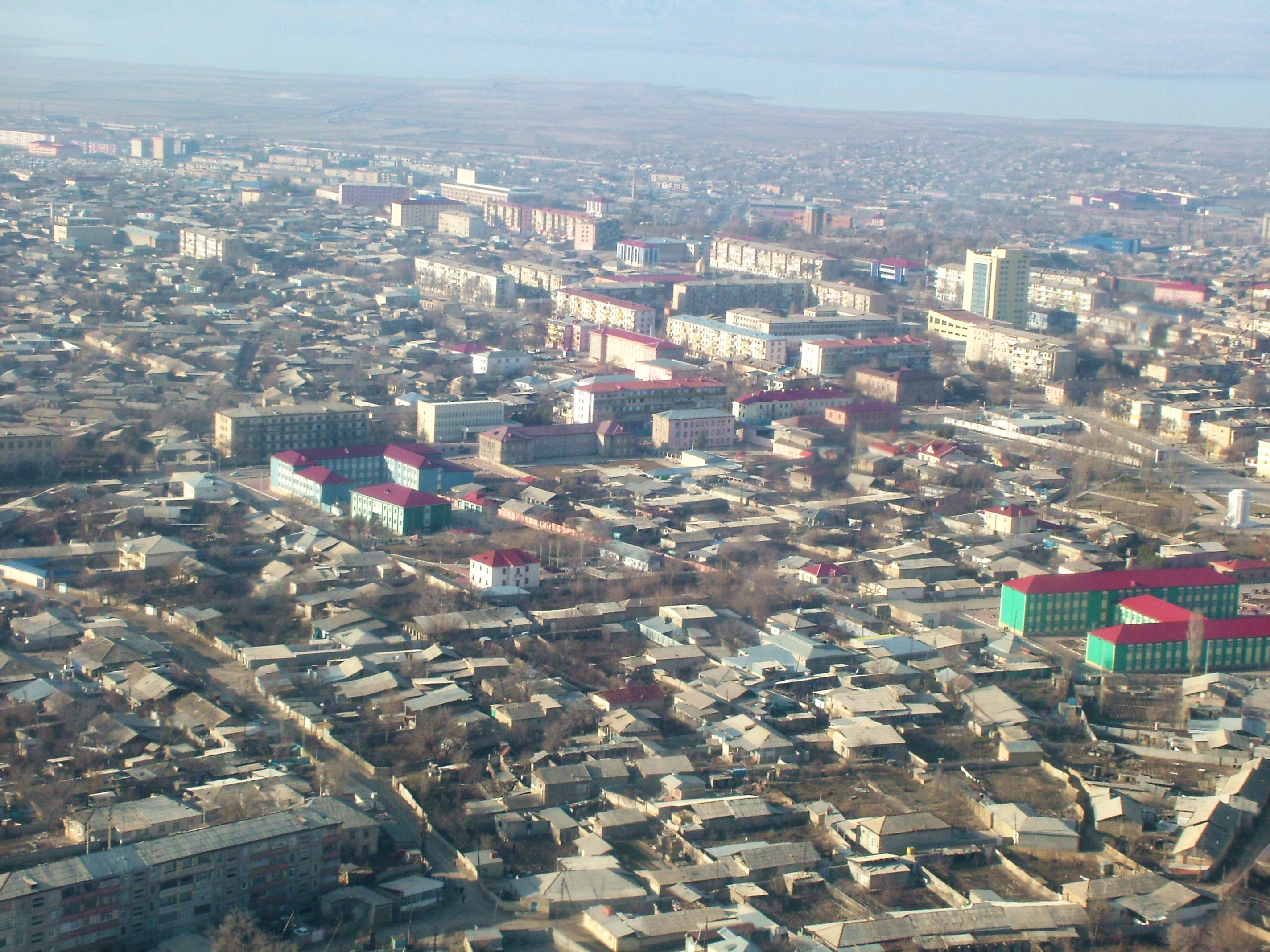
The aerial view of the city 2006
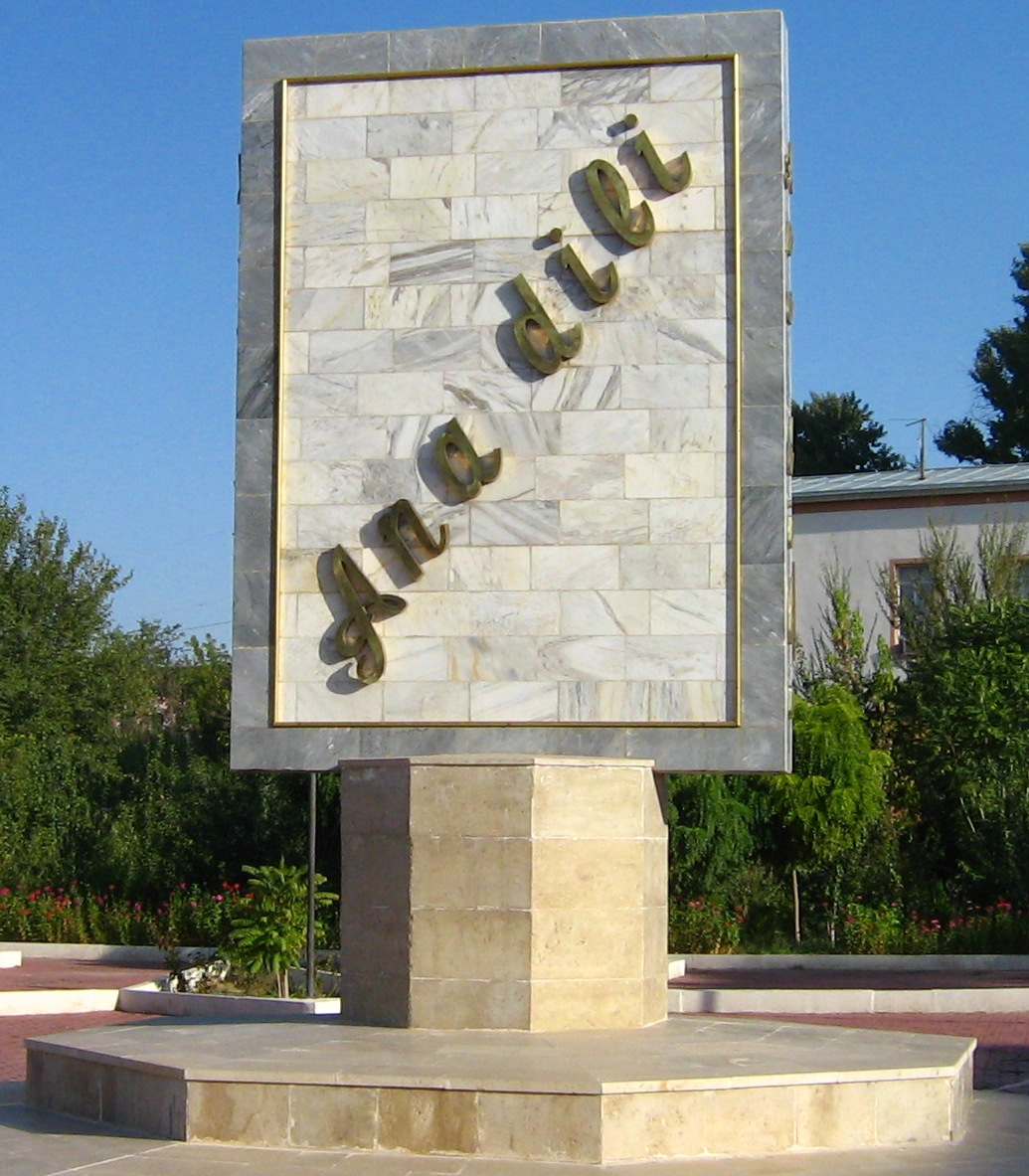
Monument for the native (زبان ترکی آذربایجانی